# غريس هارتيغان
غريس هارتيغان (بالإنجليزية: Grace Hartigan)‏ هي رسامة أمريكية، ولدت في 28 مارس 1922 في نيوآرك في الولايات المتحدة، وتوفيت في 15 نوفمبر 2008 في بالتيمور في الولايات المتحدة بسبب فشل الكبد.

## وصلات خارجية
- غريس هارتيغان على موقع الموسوعة البريطانية (الإنجليزية)